# Jamaicastompstaartrat
De jamaicastompstaartrat (Geocapromys brownii)  is een zoogdier uit de familie van de stekelratten (Echimyidae). De wetenschappelijke naam van de soort werd voor het eerst geldig gepubliceerd door J. Fischer in 1830.

## Voorkomen
De soort komt voor in Jamaica.